# Ahmadpur
Ahmadpur es una ciudad y  municipio situada en el distrito de Latur en el estado de Maharashtra (India). Su población es de 43936 habitantes (2011). Se encuentra a 60 km de Latur.

## Demografía
Según el censo de 2011 la población de Ahmadpur era de 43936 habitantes, de los cuales 22796 eran hombres y 21140 eran mujeres. Ahmadpur tiene una tasa media de alfabetización del 82,67%, superior a la media estatal del 82,34%: la alfabetización masculina es del 88,33%, y la alfabetización femenina del 76,61%.